# King Power Mahanakhon
King Power Mahanakhon (tiếng Thái: คิง เพาเวอร์ มหานคร), trước đây là MahaNakhon (tiếng Thái: มหานคร) là một nhà chọc trời sử dụng hỗn hợp ở khu kinh doanh trung tâm Silom/Sathon của Bangkok, Thái Lan. Tòa nhà khai trương tháng 12 năm 2016. Đây là tòa nhà chọc trời cao nhất Thái Lan với 77 tầng, tổng chiều cao 314 m. Nó được thiết kế bởi Công ty kiến trúc quốc tế Buro Ole Scheeren. 
Tòa nhà Mahanakhon có kiến trúc trông giống như bị khiếm khuyết hay bị đổ vỡ. Dáng vẻ khuyết thiếu này là sự cố ý bày xếp để tạo nên nét độc đáo của kiến trúc tòa nhà. Đây là một tòa cao ốc đa dụng, bên trong vừa có trung tâm thương mại, vừa có quán bar, nhà hàng, 200 đơn nguyên căn hộ The Ritz-Carlton Residences, Bangkok với giá từ 1.100.000 USD đến 17.000.000 USD, là căn hộ condo thuộc loại đắt nhất ở Bangkok.